# Efekt skali
Efekt skali – miara, określająca zmiany produkcji relatywne do obniżenia kosztów produkcji i zwiększonego wykorzystania środków. Opisuje co się stanie ze skalą produkcji (wielkością produkcji przedsiębiorstwa), kiedy powiększone zostaną nakłady wszystkich czynników.
Występuje ścisły związek między efektami skali i zachowaniem funkcji długookresowych przeciętnych kosztów całkowitych. W przedsiębiorstwach, które mają do czynienia z efektami skali w produkcji, długookresowy koszt przeciętny znacznie się zmienia w zależności od produkowanej ilości.
Rozróżniamy 3 rodzaje efektów skali:
- rosnące – tzw. korzyści skali – występują, gdy długookresowy koszt całkowity spada wraz ze wzrostem produkcji,
- malejące – inaczej koszty skali lub niekorzyści skali – straty wynikające ze skali działalności – występują, gdy długookresowy przeciętny koszt całkowity rośnie wraz ze wzrostem produkcji,
- stałe – długookresowy przeciętny koszt całkowity jest stały niezależnie od poziomu produkcji[1].

Technologie kapitałochłonne mają rosnące przychody ze skali, a technologie pracochłonne mają stałe lub malejące efekty skali. A więc dla rosnących efektów ze skali na rynku powinniśmy zaobserwować mniejszą liczbę dużych przedsiębiorstw (gdyż charakteryzują się one większą kapitałochłonnością), dla malejących efektów – większą liczbę małych przedsiębiorstw (gdyż wymagają one większych nakładów pracy). Jeśli oba rodzaje przedsiębiorstw mogą istnieć na tym samym rynku, można wywnioskować, że na tym rynku są stałe przychody ze skali.

## Korzyści skali
Są to korzyści płynące z produkcji masowej. Korzyści skali określane są jako rosnące przychody ze skali. Występują, gdy w przedsiębiorstwie nakłady kapitału i pracy zostaną np. powiększone {\displaystyle t} razy, a otrzymamy więcej niż {\displaystyle t} razy efektu (dla {\displaystyle t>1}):
{\displaystyle f(tx_{1},tx_{2})>tf(x_{1},x_{2}).}
W efekcie tego każde kolejne zwiększenia skali produkcji skutkują obniżeniem położenia krzywej kosztu przeciętnego:
{\displaystyle TC=p_{1}x_{1}+p_{2}x_{2},}
{\displaystyle ATC=TC/Q=(p_{1}x_{1}+p_{2}x_{2})/f(x_{1},x_{2}),}
{\displaystyle tATC(x_{1},x_{2})={\frac {tp_{1}x_{1}+tp_{2}x_{2}}{tf(x_{1},x_{2})}}={\frac {p_{1}x_{1}+p_{2}x_{2}}{f(x_{1},x_{2})}}=ATC(x_{1},x_{2}),}
{\displaystyle ATC(tx_{1},tx_{2})={\frac {tp_{1}x_{1}+tp_{2}x_{2}}{f(tx_{1},tx_{2})}},}
{\displaystyle f(tx_{1},tx_{2})>tf(x_{1},x_{2})\,\to \,tATC(x_{1},x_{2})>ATC(tx_{1},tx_{2}).}
Spadek kosztów może wynikać np. z większej specjalizacji przedsiębiorstwa.
Korzyści skali dzielą się na wewnętrzne (ich źródło jest wynikiem zmian wewnątrz przedsiębiorstwa) i zewnętrzne (odnoszące się do gospodarki jako całości lub jej gałęzi).
Wewnętrzne źródła korzyści skali:
- niepodzielność procesów produkcji – ponoszenie przez przedsiębiorstwo minimum nakładów niezbędnego do prowadzenia działalności, niezależnego od wolumenu produkcji – podział byłby nieefektywny[4],
- koszty stałe – niezbędne do prowadzenia działalności minimum, niezmienne ze skalą produkcji,
- właściwości fizyczne produkcji – np.: reguła kwadratu sześcianu,
- większa liczba zatrudnionych, prowadząca do wzrostu specjalizacji personelu,
- technologie dużej skali – wraz ze wzrostem przedsiębiorstwa należy przeskoczyć na taką technologię, która staje się efektywna dopiero po osiągnięciu pewnego poziomu rozwoju przedsiębiorstwa,
- podział ryzyka – duże przedsiębiorstwa mogą rozłożyć małe ryzyka występujące przy produkcji bardziej skutecznie.

Korzyści skali są częstą przyczyną łączenia się przedsiębiorstw i tworzenia oligopoli (dzięki integracji zwiększają swoje oszczędności).
Zewnętrzne korzyści skali związane są ze skalą gałęzi lub gospodarki jako całości. Gdy powstanie wiele dużych przedsiębiorstw spowoduje to w przyszłości zmniejszenie kosztu przeciętnego, co sprzyja tworzeniu lub rozwojowi przedsiębiorstw małej i średniej wielkości.

## Koszty skali (niekorzyści skali)
Koszty skali to malejące przychody ze skali występujące przy realizowaniu produkcji większych rozmiarów. Oznaczają one, że przy powiększeniu nakładów o tę samą ilość {\displaystyle t} (dla {\displaystyle t>1}), otrzymamy mniej niż {\displaystyle t} razy efektu:
{\displaystyle f(tx_{1},tx_{2})<tf(x_{1},x_{2}).}
Pojawiają się przy wzroście kosztu przeciętnego:
{\displaystyle f(tx_{1},tx_{2})<tf(x_{1},x_{2})\,\to \,tATC(x_{1},x_{2})={\frac {tp_{1}x_{1}+tp_{2}x_{2}}{tf(x_{1},x_{2})}}<ATC(tx_{1},tx_{2})={\frac {tp_{1}x_{1}+tp_{2}x_{2}}{f(tx_{1},tx_{2})}}.}
Zwykle są efektem nadmiernego rozrostu przedsiębiorstwa, w wyniku którego powstają menadżerskie niekorzyści skali, czyli wszelkie trudności związane z zarządzaniem dużym przedsiębiorstwem. Chodzi tu np.: o utrudnioną komunikację między pracownikami, problemy z koordynacją poszczególnych działów, a także biurokrację. Na skutek tego dochodzi do wzrostu kosztów przeciętnych i obniżenia efektów produkcyjnych przedsiębiorstwa.
Zdarza się jednak też, że powstają, gdy zapomnimy wziąć pod uwagę jakiś nakład. Jeśli mamy dwa razy więcej każdego nakładu z wyjątkiem jednego, nie będziemy w stanie dokładnie powtórzyć tego, co robiliśmy przedtem, tak że nie ma podstaw do oczekiwania dwukrotnie większego produktu.
Ich obecność może też wynikać z niemożności dokładnego odtworzenia pierwotnego procesu produkcyjnego, ze względu na ograniczoną dostępność określonego czynnika produkcji (np.: brak złóż o wymaganej zawartości surowca) lub zmienność warunków produkcji (np.: wpływ pogody na uprawy). Zależność kosztów skali od lokalizacji jest bardzo duża, gdyż tylko jedno przedsiębiorstwo może mieć najdogodniejszy dostęp do czynnika produkcji, więc pozostałe przedsiębiorstwa muszą się liczyć z większymi kosztami.

## Stałe przychody ze skali
Stałe korzyści skali – występują wtedy, gdy w tym samym stopniu wzrastają wszystkie czynniki produkcji oraz produkt całkowity:
{\displaystyle f(tx_{1},tx_{2})=tf(x_{1},x_{2}).}
Osiągnięcie takiego stanu rzeczy nie wymaga żądnych zmian technicznych ani technologicznych. Wystarczy jedynie powtórzyć dany proces produkcji {\displaystyle t} razy.
Przy stałych przychodach skali długookresowy koszt całkowity nie jest zależny od poziomu produkcyjnego, jest on stały bez względu na wielkość produkcji.

## Efekty skali dla przykładowych funkcji produkcji

### Funkcja produkcji Leontiefa
Funkcja produkcji Leontiefa przyjmuje postać (dla {\displaystyle \alpha >0,\beta >0}):
{\displaystyle Q=f(k,l)=\min\{\alpha k,\ \beta l\}.}
Gdy powiększymy nakłady czynników {\displaystyle t} razy {\displaystyle (t>1),} produkcja całkowita również wzrośnie {\displaystyle t} razy. Oznacza to, że dla funkcji produkcji Leontiefa występują stałe przychody ze skali:
{\displaystyle \min\{t\alpha k,\ t\beta l\}=t\min\{\alpha k,\ \beta l\}\,\to \,f(tk,tl)=tf(k,l).}

### Liniowa funkcja produkcji
Wzór tej funkcji (dla {\displaystyle \alpha >0,\beta >0}) to:
{\displaystyle Q=f(k,l)=\alpha k+\beta l.}
Gdy powiększymy produkcje t razy (t > 1), to wielkość czynników również wzrośnie t razy, widzimy więc, że funkcja ta przyjmuje stałe efekty skali:
{\displaystyle tf(k,l)=t(\alpha k+\beta l)=t\alpha k+t\beta l\,\to \,tf(k,l)=f(tk,tl).}

### Funkcja produkcji Cobba-Douglasa
Postać funkcji Cobba-Douglasa (dla {\displaystyle \alpha >0,\beta >0}) to:
{\displaystyle Q=f(k,l)=k^{\alpha }l^{\beta }.}
Gdy powiększymy nakład czynników t razy (t > 1), to nie możemy stwierdzić jednoznacznie jaki to przyniesie efekt dla produkcji:
{\displaystyle f(tk,tl)=(tk)^{\alpha }(tl)^{\beta }=t^{\alpha +\beta }k^{\alpha }l^{\beta }.}
To jaki efekt ze skali przyniesie ta funkcja zależy od wartości {\displaystyle \alpha +\beta {:}}
- dla {\displaystyle \alpha +\beta =1\,\to \,tf(k,l)=f(tk,tl)} – funkcja ta ma stałe przychody ze skali,
- dla {\displaystyle \alpha +\beta >1\,\to \,tf(k,l)<f(tk,tl)} – funkcja ta ma rosnące przychody ze skali,
- dla {\displaystyle \alpha +\beta <1\,\to \,tf(k,l)>f(tk,tl)} – funkcja ta ma malejące przychody ze skali.

### Funkcja produkcji CES
Wzór ogólny funkcji CES (dla {\displaystyle \alpha >0,\beta >0,\sigma >0}) ma postać:
{\displaystyle Q=f(k,l)={(\alpha k^{\frac {\sigma -1}{\sigma }}+\beta l^{\frac {\sigma -1}{\sigma }})}^{\frac {\sigma }{\sigma -1}}.}
Funkcja ta jest funkcją szczególną, gdyż w zależności od, funkcja ta przyjmuje różne postaci:
- dla {\displaystyle \sigma =0} – funkcja ta przyjmuje postać funkcji Leontieffa,
- dla {\displaystyle \sigma =\infty } – funkcja ta przyjmuje postać funkcji liniowej,
- dla {\displaystyle \sigma =1} – funkcja ta przyjmuje postać funkcji Cobba-Douglasa.

Przyjmując postacie tych funkcji, przyjmuje także ich efekty ze skali (opisane powyżej).
- dla pozostałych {\displaystyle \sigma ,} gdy powiększymy produkcję {\displaystyle t} razy {\displaystyle (t>0),} to wielkość czynników również wzrośnie {\displaystyle t} razy, widzimy więc, że funkcja ta przyjmuje stałe efekty skali:

{\displaystyle tf(k,l)=t{(\alpha k^{\frac {\sigma -1}{\sigma }}+\beta l^{\frac {\sigma -1}{\sigma }})}^{\frac {\sigma }{\sigma -1}}={(t^{\frac {\sigma -1}{\sigma }}\alpha k^{\frac {\sigma -1}{\sigma }}+t^{\frac {\sigma -1}{\sigma }}\beta l^{\frac {\sigma -1}{\sigma }})}^{\frac {\sigma }{\sigma -1}}={(\alpha (tk)^{\frac {\sigma -1}{\sigma }}\beta (tl)^{\frac {\sigma -1}{\sigma }})}^{\frac {\sigma }{\sigma -1}}=f(tk,tl).}